# Рашард Льюїс
Рашард К'ювон Льюїс (англ. Rashard Quovon Lewis; нар. 8 серпня 1979, Пайнвілл, Луїзіана, США) — американський професійний баскетболіст, що грав на позиціях легкого форварда і важкого форварда за декілька команд НБА. Гравець національної збірної США. Чемпіон НБА.

## Ігрова кар'єра
Починав грати у баскетбол у команді старшої школи Алфі Елсік.
1998 року, відразу після школи був обраний у другому раунді драфту НБА під загальним 32-м номером командою «Сіетл Суперсонікс». Професійну кар'єру розпочав 1998 року виступами за тих же «Сіетл Суперсонікс», захищав кольори команди із Сіетла протягом наступних 9 сезонів.
2001 року взяв участь у Іграх доброї волі у складі збірної США, де здобув золоту медаль.
31 жовтня 2003 року провів найрезультативніший матч у кар'єрі, набравши 50 очок проти «Лос-Анджелес Кліпперс». Взимку 2005 року був названий учасником матчу всіх зірок НБА. 13 березня 2007 року встановив рекорд клубу за кількістю влучних триочкових кидків, обігнавши Гері Пейтона.
З 2007 по 2010 рік грав у складі «Орландо Меджик». 2009 року вдруге в кар'єрі взяв участь у матчі всіх зірок НБА. Того ж року допоміг команді дійти до фіналу НБА, де «Орландо» програли «Лос-Анджелес Лейкерс».
2010 року в обмін на Гілберта Арінаса перейшов до «Вашингтон Візардс», у складі якої провів наступні 2 сезони своєї кар'єри.
20 червня 2012 року був обміняний до «Нового Орлеану», але вже через 10 днів сторони домовились про викуп контракту і припинили співпрацю.
Останньою ж командою в кар'єрі гравця стала «Маямі Гіт», до складу якої він приєднався 2012 року і за яку відіграв 2 сезони. 2013 року став чемпіоном НБА, коли «Гіт» обіграли «Сан-Антоніо» у фіналі.

## Статистика виступів в НБА

### Регулярний сезон
| Сезон              | Команда             | GP    | GS  | MPG  | FG%  | 3P%  | FT%  | RPG | APG | SPG | BPG | PPG  |
| ------------------ | ------------------- | ----- | --- | ---- | ---- | ---- | ---- | --- | --- | --- | --- | ---- |
| 1998–99            | «Сіетл Суперсонікс» | 20    | 7   | 7.3  | .365 | .167 | .571 | 1.3 | .2  | .4  | .1  | 2.4  |
| 1999–2000          | «Сіетл Суперсонікс» | 82    | 8   | 19.2 | .486 | .333 | .683 | 4.1 | .9  | .8  | .4  | 8.2  |
| 2000–01            | «Сіетл Суперсонікс» | 78    | 78  | 34.9 | .480 | .432 | .826 | 6.9 | 1.6 | 1.2 | .6  | 14.8 |
| 2001–02            | «Сіетл Суперсонікс» | 71    | 70  | 36.4 | .468 | .389 | .810 | 7.0 | 1.7 | 1.5 | .6  | 16.8 |
| 2002–03            | «Сіетл Суперсонікс» | 77    | 77  | 39.5 | .452 | .346 | .820 | 6.5 | 1.7 | 1.3 | .5  | 18.1 |
| 2003–04            | «Сіетл Суперсонікс» | 80    | 80  | 36.6 | .435 | .376 | .763 | 6.5 | 2.2 | 1.2 | .7  | 17.8 |
| 2004–05            | «Сіетл Суперсонікс» | 71    | 71  | 38.0 | .462 | .400 | .777 | 5.5 | 1.3 | 1.1 | .9  | 20.5 |
| 2005–06            | «Сіетл Суперсонікс» | 78    | 77  | 36.9 | .467 | .384 | .818 | 5.0 | 2.3 | 1.3 | .6  | 20.1 |
| 2006–07            | «Сіетл Суперсонікс» | 60    | 60  | 39.1 | .461 | .390 | .841 | 6.6 | 2.4 | 1.1 | .7  | 22.4 |
| 2007–08            | «Орландо Меджик»    | 81    | 81  | 38.0 | .455 | .409 | .838 | 5.4 | 2.4 | 1.2 | .5  | 18.2 |
| 2008–09            | «Орландо Меджик»    | 79    | 79  | 36.2 | .439 | .397 | .836 | 5.7 | 2.6 | 1.0 | .6  | 17.7 |
| 2009–10            | «Орландо Меджик»    | 72    | 72  | 32.9 | .435 | .397 | .806 | 4.4 | 1.5 | 1.1 | .4  | 14.1 |
| 2010–11            | «Орландо Меджик»    | 25    | 25  | 32.4 | .419 | .367 | .756 | 4.2 | 1.2 | .9  | .4  | 12.2 |
| 2010–11            | «Вашингтон Візардс» | 32    | 27  | 31.7 | .446 | .347 | .843 | 5.8 | 2.0 | .9  | .6  | 11.4 |
| 2011–12            | «Вашингтон Візардс» | 28    | 15  | 26.0 | .385 | .239 | .838 | 3.9 | 1.0 | .8  | .4  | 7.8  |
| 2012–13†           | «Маямі Гіт»         | 55    | 9   | 14.4 | .414 | .389 | .622 | 2.2 | .5  | .4  | .3  | 5.2  |
| 2013–14            | «Маямі Гіт»         | 60    | 6   | 16.2 | .415 | .343 | .788 | 1.8 | 1.0 | .9  | .1  | 4.5  |
| Усього за кар'єру  | Усього за кар'єру   | 1,049 | 842 | 32   | .452 | .386 | .805 | 5.2 | 1.7 | 1.1 | .5  | 14.9 |
| В іграх усіх зірок | В іграх усіх зірок  | 2     | 0   | 17.5 | .308 | .167 | .500 | 5.0 | .5  | .5  | .0  | 5.0  |

### Плей-оф
| Сезон             | Команда             | GP | GS | MPG  | FG%  | 3P%  | FT%   | RPG | APG | SPG | BPG | PPG  |
| ----------------- | ------------------- | -- | -- | ---- | ---- | ---- | ----- | --- | --- | --- | --- | ---- |
| 1999–2000         | «Сіетл Суперсонікс» | 5  | 5  | 31.4 | .441 | .474 | .800  | 6.2 | .6  | 1.0 | .6  | 15.4 |
| 2001–2002         | «Сіетл Суперсонікс» | 3  | 2  | 26.3 | .375 | .167 | 1.000 | 3.7 | .7  | .3  | .0  | 12.7 |
| 2004–2005         | «Сіетл Суперсонікс» | 8  | 8  | 39.0 | .406 | .200 | .880  | 5.4 | 1.6 | .4  | .4  | 16.9 |
| 2007–2008         | «Орландо Меджик»    | 10 | 10 | 41.7 | .436 | .309 | .821  | 7.2 | 3.4 | 1.1 | .5  | 19.5 |
| 2008–2009         | «Орландо Меджик»    | 24 | 24 | 41.1 | .448 | .394 | .784  | 6.4 | 2.9 | 1.0 | .5  | 19.0 |
| 2009–2010         | «Орландо Меджик»    | 14 | 14 | 36.6 | .462 | .373 | .800  | 5.6 | 2.3 | 1.1 | .7  | 12.9 |
| 2012–2013†        | «Маямі Гіт»         | 11 | 0  | 4.3  | .400 | .000 | .500  | .6  | .4  | .2  | .2  | 1.5  |
| 2013–2014         | «Маямі Гіт»         | 18 | 8  | 17.7 | .412 | .373 | .750  | 2.1 | .3  | .4  | .3  | 5.3  |
| Усього за кар'єру | Усього за кар'єру   | 93 | 71 | 30.4 | .436 | .356 | .818  | 4.7 | 1.8 | .7  | .5  | 12.8 |